# Siemens Industry Software
Die ehemalige IBS AG ist ein Anbieter von Software und Dienstleistungen für das Qualitäts- und Produktionsmanagement in Industrieunternehmen (CAQ-Software, LIMS-Software und MES-Software) und gehört seit Juni 2015 zur Siemens Industry Software GmbH mit Sitz in Köln. 
Die Kunden stammen aus der Automobilindustrie und aus den Branchen Automobil-Zulieferer, Elektronik, Maschinenbau, Chemie, Stahl, Medizintechnik, Lebensmittelindustrie, Pharma, Verpackungsindustrie, Konsum, Markenartikel, erneuerbare Energien und anderen technischen Branchen.
Sitz ist Höhr-Grenzhausen bei Koblenz. Darüber hinaus gibt es eine Niederlassung in Shanghai sowie Tochtergesellschaften in Neu-Anspach im Taunus und Boston (USA).

## Geschichte

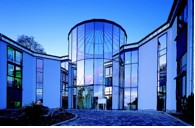
Siemens Industry Software GmbH, Höhr-Grenzhausen

Im Jahre 1982 gründete der Ingenieur Klaus Jürgen Schröder in Höhr-Grenzhausen die IBS Ingenieurbüro Schröder GmbH. Das Unternehmen war zunächst ausschließlich im deutschsprachigen Raum tätig. Das Angebot bestand in EDV-gestützter Industrieautomation, Prozessregelung, Betriebsdatenerfassung und Dokumentation von Fertigungsdaten. Die internationale Expansion begann Mitte der 1980er Jahre mit einem Großauftrag der damaligen Schmalbach Lubeca AG in Braunschweig.
Nach Implementierung eines Produktivitätsmanagementsystems im Werk Neuwied-Weißenthurm erhielt IBS den Auftrag zur Systemadaption für die internationalen Fertigungswerke in Großbritannien, Frankreich und Polen. Anfang der 1990er Jahre wuchs die Mitarbeiterzahl der IBS auf 30 Mitarbeiter an. Im selben Zeitraum wurden IBS Niederlassungen in Stuttgart und Nürnberg eröffnet. Mit der Gründung von Tochterunternehmen in England und Litauen begann schließlich Ende der 1980er Jahre die internationale Ausrichtung.
Im Rahmen der weiteren Unternehmensexpansion wuchs die Mitarbeiterzahl im Jahre 1996 auf 60 Mitarbeiter an. Erneut wurde der Hauptsitz vergrößert; 1999 wurde der Neubau bezogen. Mit dem Börsengang im Jahre 2000 firmierte die IBS GmbH zur Aktiengesellschaft. Parallel zum Börsengang erfolgte ebenfalls im Jahre 2000 die Gründung der IBS America Inc. in Boston. 2001 erfolgte die Übernahme der Quality Systems International Inc., Lexington (Massachusetts), durch die IBS America Inc. Im Jahr 2008 investierte die IBS AG, in Zusammenarbeit mit dem Bundesministerium für Wirtschaft und Arbeit, verstärkt in eigene Forschungs- und Entwicklungsprojekte.
Seit 2012 ist die Siemens AG Mehrheitsaktionär der IBS AG und seit Juni 2015 gehört die frühere IBS AG zur Siemens Industry Software GmbH in Köln.